# NGC 7399
NGC 7399 é uma galáxia espiral (S0-a) localizada na direcção da constelação de Aquarius. Possui uma declinação de -09° 16' 03" e uma ascensão recta de 22 horas, 52 minutos e 39,3 segundos.
A galáxia NGC 7399 foi descoberta em 15 de Novembro de 1884 por Lewis A. Swift.